# Impatiens wattii
Impatiens wattii är en balsaminväxtart som beskrevs av Joseph Dalton Hooker. Impatiens wattii ingår i släktet balsaminer, och familjen balsaminväxter. Inga underarter finns listade i Catalogue of Life.